# Brunete
Brunete est une ville espagnole située à 28 km à l'ouest de Madrid.

## Histoire

### Origine
Les origines de la population, aujourd'hui encore, sont sujettes à débats. De nombreux siècles se sont écoulés et tous les documents historiques ont été perdus ou très endommagés. Mais il existe une histoire officielle, ce sera la thèse retenue jusqu'à preuve du contraire.
Brunete apparaît dans quelques documents historiques mais comme un modeste village prospère, quelque temps avant l'invasion musulmane. Selon une légende, le village, fondé par des nomades, est choisi du fait de son excellente situation géographique dans une zone connue sous le nom de Brunet. Quelque temps après, une célèbre manufacture serait apparue, et les tissus auraient été vendus sous le nom de sombre Brunet, ce qui expliquerait sa forte croissance.

### Guerre civile espagnole
En juillet 1937, Brunete a été témoin d'une bataille durant la guerre civile espagnole, la bataille de Brunete.

## Économie
La ville est parmi les 10 municipalités les plus développées de l'aire métropolitaine de Madrid. Brunete a un taux de chômage de 4 % ce qui est considéré comme le plein emploi, mais avec la crise économique actuelle, le taux a augmenté à un peu plus de 8 %. La population est considérée comme assez modeste, en termes de revenu par foyer.

## Sociologie
| 1981  | 1991  | 1995  | 1996  | 1998  | 1999  | 2000  | 2001  | 2002  |
| ----- | ----- | ----- | ----- | ----- | ----- | ----- | ----- | ----- |
| 1 120 | 2 482 | 3 309 | 3 940 | 4 354 | 4 931 | 5 080 | 5 414 | 6 216 |

| 2003  | 2004  | 2005  | 2006  | 2007  | 2008  | - | - | - |
| ----- | ----- | ----- | ----- | ----- | ----- | - | - | - |
| 6 984 | 7 368 | 8 096 | 8 645 | 8 967 | 9 275 | - | - | - |

## Personnalités liées à la commune
- Gerda Taro, écrasée par un char républicain près de Brunete le 25 juillet 1937, pendant la guerre d'Espagne qu'elle suivait en photographe.